# Savigné-l'Évêque
Savigné-l'Évêque är en kommun i departementet Sarthe i regionen Pays de la Loire i nordvästra Frankrike. Kommunen ligger i kantonen Le Mans-Est-Campagne som tillhör arrondissementet Le Mans. År 2022 hade Savigné-l'Évêque 4 042 invånare.

## Befolkningsutveckling
Antalet invånare i kommunen Savigné-l'Évêque
| Referens: INSEE |